# Gymnadenia nigra

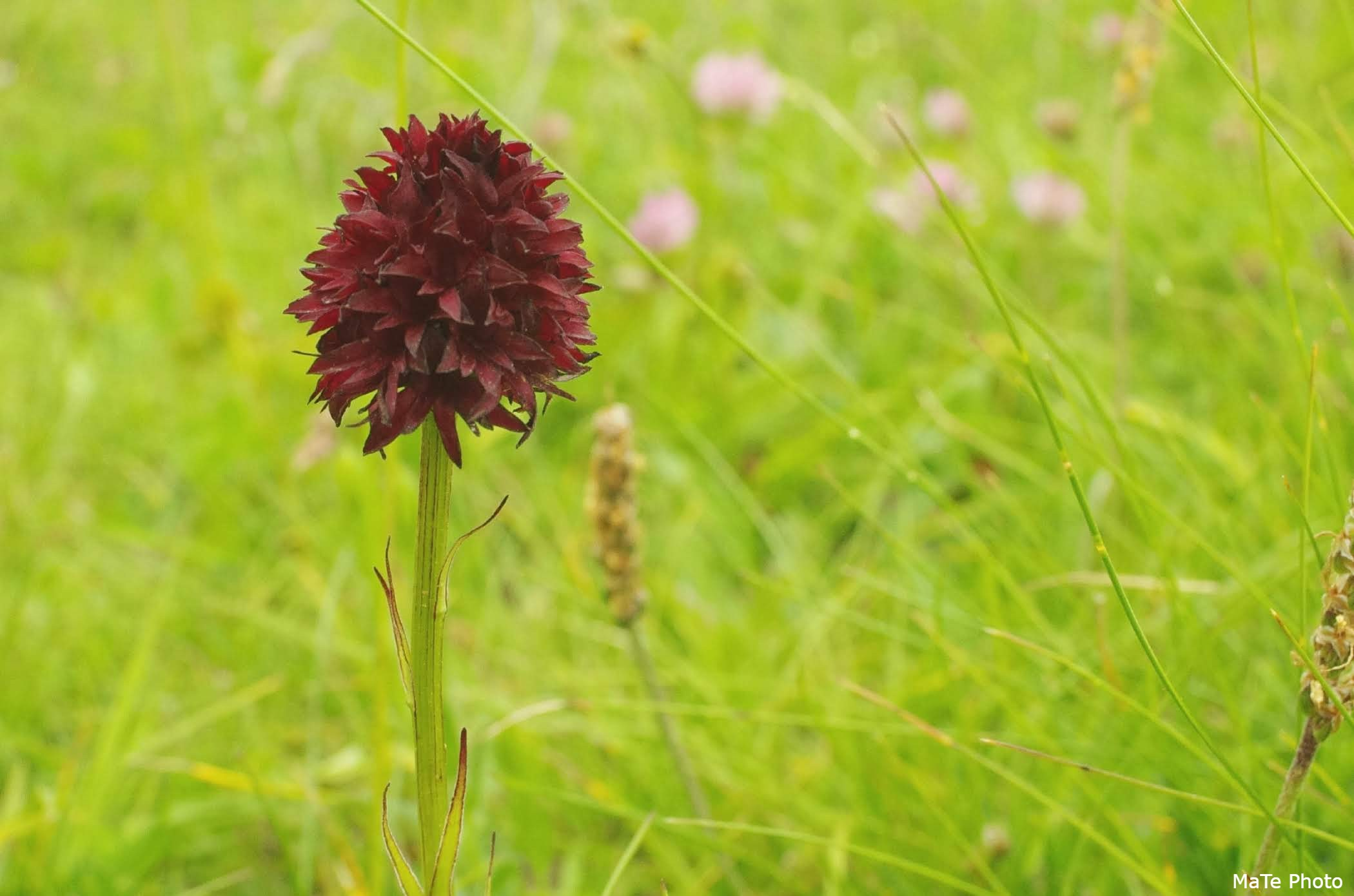

La nigritella nera (Gymnadenia nigra (L.) Rchb. f., 1908) è una pianta erbacea della famiglia delle Orchidacee.

## Etimologia
Il nome generico (Gymnadenia) deriva da due parole greche: gymnos (= nudo) e adèn (= ghiandola) e deriva dal fatto che i retinacoli (le estremità nettarifere con ghiandole vischiose per far aderire il polline agli insetti pronubi) non sono racchiusi nelle borsicole ma sono praticamente “nudi”. Il termine specifico (nigra) deriva dal latino e si riferisce al colore scuro dei fiori.
Il binomio scientifico di questa pianta è stato proposto inizialmente dal botanico e naturalista svedese Carl von Linné (1707 - 1778) in una pubblicazione del 1753, modificato successivamente in quello attualmente accettato (Gymnadenia nigra), proposto dal botanico tedesco Heinrich Gustav Reichenbach (1823 – 1889) nel 1908.

## Descrizione

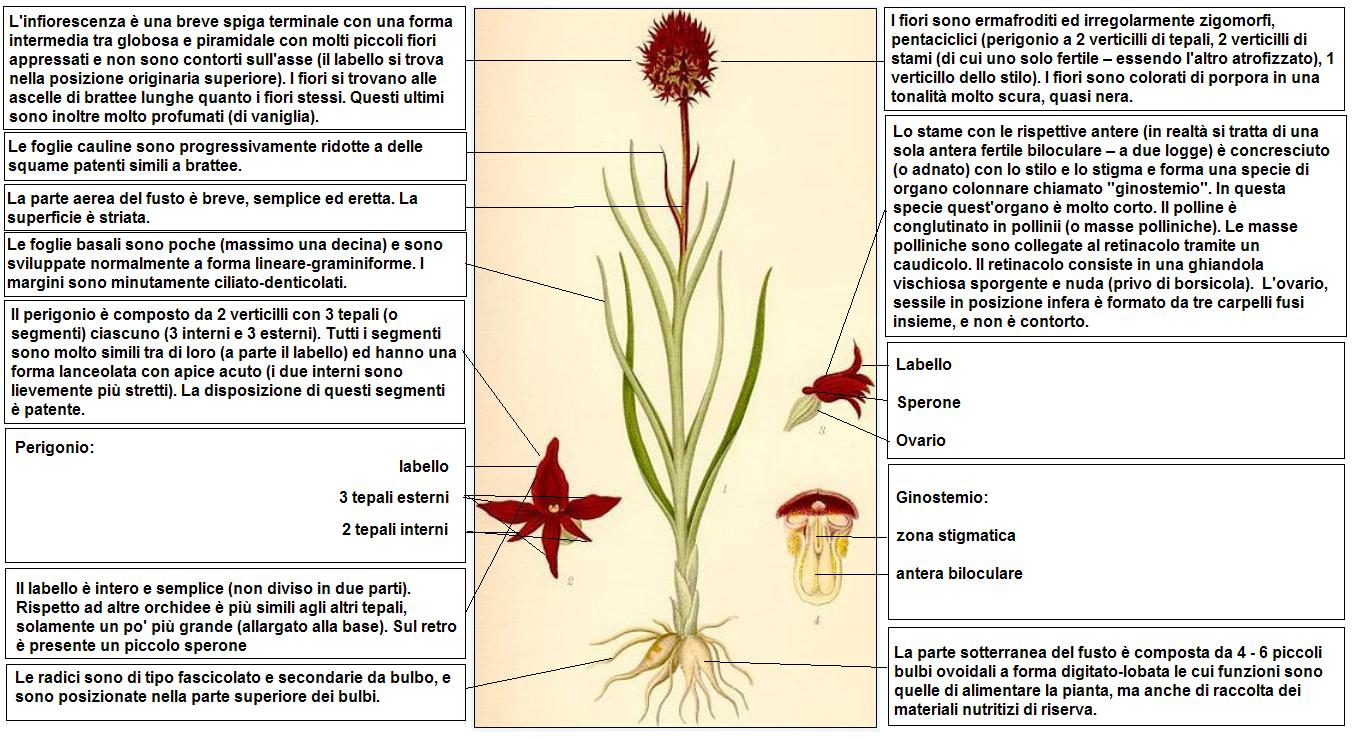
Descrizione delle parti della pianta

È una pianta erbacea alta al massimo 20 cm. La forma biologica è geofita bulbosa (G bulb), ossia è una pianta perenne che porta le gemme in posizione sotterranea. Durante la stagione avversa non presenta organi aerei e le gemme si trovano in organi sotterranei chiamati bulbi o tuberi, strutture di riserva che annualmente producono nuovi fusti, foglie e fiori. È un'orchidea terrestre in quanto contrariamente ad altre specie, non è “epifita”, ossia non vive a spese di altri vegetali di maggiori proporzioni.

### Radici
Le radici sono di tipo fascicolato e secondarie da bulbo, e sono posizionate nella parte superiore dei bulbi.

### Fusto
- Parte ipogea: la parte sotterranea del fusto è composta da 4 - 6 piccoli bulbi ovoidali a forma digitato-lobata le cui funzioni sono quelle di alimentare la pianta, ma anche di raccolta dei materiali nutritizi di riserva.
- Parte epigea: la parte aerea del fusto è breve, semplice ed eretta. La superficie è striata.

### Foglie
- Foglie basali: sono poche (massimo una decina) e sono sviluppate normalmente a forma lineare-graminiforme. I margini sono minutamente ciliato-denticolati.
- Foglie cauline: sono progressivamente ridotte a delle squame patenti simili a brattee.

### Infiorescenza
L'infiorescenza è una breve spiga terminale con una forma intermedia tra globosa e piramidale con molti piccoli fiori appressati e non contorti sull'asse (il labello si trova nella posizione originaria superiore). I fiori si trovano alle ascelle di brattee lunghe quanto i fiori stessi. Questi ultimi inoltre sono molto profumati (di vaniglia). Lunghezza della spiga: pochi centimetri. Le brattee sono verdognole alla base, ma annerite all'apice con bordi rossicci.

### Fiore
I fiori sono ermafroditi ed irregolarmente zigomorfi, pentaciclici (perigonio a 2 verticilli di tepali, 2 verticilli di stami (di cui uno solo fertile – essendo l'altro atrofizzato), 1 verticillo dello stilo). I fiori sono colorati di porpora in una tonalità molto scura, quasi nera.
- Formula fiorale: per queste piante viene indicata la seguente formula fiorale:

X, P 3+3, [A 1, G (3)], infero, capsula
- Perigonio: il perigonio è composto da 2 verticilli con 3 tepali (o segmenti) ciascuno (3 interni e 3 esterni). Tutti i segmenti sono molto simili tra di loro (a parte il labello) ed hanno una forma lanceolata con apice acuto (i due interni sono lievemente più stretti). La disposizione di questi segmenti è patente.
- Labello: il labello è intero e semplice (non diviso in due parti). Rispetto ad altre orchidee è più simili agli altri tepali, ma solamente un po' più grande (allargato alla base). Sul retro è presente un piccolo sperone (1 – 3 mm).
- Ginostemio:  lo stame con le rispettive antere (in realtà si tratta di una sola antera fertile biloculare – a due logge) è concresciuto (o adnato) con lo stilo e lo stigma e forma una specie di organo colonnare chiamato "ginostemio"[5]. In questa specie quest'organo è molto corto. Il polline è conglutinato in pollinii (o masse polliniche). Le masse polliniche sono collegate al retinacolo tramite una caudicola. Il retinacolo consiste in una ghiandola vischiosa sporgente e nuda (privo di borsicola).  L'ovario, sessile in posizione infera  è formato da tre carpelli fusi insieme[3], e non è contorto.
- Fioritura: da luglio ad agosto.

### Frutti
Il frutto è una capsula.  Al suo interno sono contenuti numerosi minutissimi semi piatti. Questi semi sono privi di endosperma e gli embrioni contenuti in essi sono poco differenziati in quanto formati da poche cellule. Queste piante vivono in stretta simbiosi con micorrize endotrofiche, questo significa che i semi possono svilupparsi solamente dopo essere infettati dalle spore di funghi micorrizici (infestazione di ife fungine). Questo meccanismo è necessario in quanto i semi da soli hanno poche sostanze di riserva per una germinazione in proprio.

## Biologia
La riproduzione di questa pianta può avvenire in due modi: 
- per via sessuata grazie all'impollinazione degli insetti pronubi; la germinazione dei semi è tuttavia condizionata dalla presenza di funghi specifici (i semi sono privi di albume – vedi sopra). La disseminazione è di tipo anemocora.
- per via vegetativa in quanto uno dei bulbi possiede la funzione vegetativa per cui può emettere gemme avventizie capaci di generare nuovi individui.
- Impollinazione: il labello di questa orchidea non è molto vistoso (come in altre orchidee) in quanto non ha una funzione attrattiva primaria per gli insetti impollinatori. Questi sono tipicamente delle farfalle che sono attratte di più dall'insieme dell'infiorescenza e dai suoi profumi. Inoltre il labello essendo specializzato per le farfalle non è resupinato (ruotato di 180°) per facilitare l'accesso al nettario contenuto nello sperone ad altri insetti con proboscide più grande[7].

## Distribuzione e habitat
- Geoelemento: il tipo corologico (area di origine) è Artico – Alpino. In particolare la sottospecie Nigritella nigra subsp. nigra è un endemismo scandinavo.
- Distribuzione: questa specie si è diffusa nelle Alpi. Si trova inoltre nelle regioni artiche europee (Scandinavia) e nelle zone montane del centro e sud Europa: Carpazi, Pirenei e Penisola Balcanica.
- Habitat: l'habitat tipico sono i pascoli alpini.
- Distribuzione altitudinale: sui rilievi queste piante si possono trovare dai 1500 fino a circa 2500 m s.l.m.; frequentano quindi i seguenti piani vegetazionali: montano, subalpino e in parte alpino

## Tassonomia
In passato questa specie era attribuita al genere Nigritella..
Il numero cromosomico di G. nigra è: 2n = 40.

### Sottospecie
In passato sono state descritte due sottospecie, attualmente inquadrate come specie a sé stanti:
- Gymnadenia nigra subsp. rhellicani (Teppner & E. Klein) H. Baumann, Künkele & R. Lorenz (sinonimo di Gymnadenia rhellicani (Teppner & E.Klein) Teppner & E.Klein) – Nigritella comune: è la sottospecie più comune abbastanza diffusa nelle Alpi. Si distingue soprattutto per la dentellatura presente sui bordi delle brattee fiorali; la colorazione più scura e un labello più stretto e strozzato alla base.
- Gymnadenia nigra subsp. austriaca Teppner et E. Klein (sinonimo di Gymnadenia austriaca (Teppner & E.Klein) P.Delforge): comune nelle Alpi, rara nell'Appennino settentrionale. Si distingue in quanto le brattee dell'infiorescenza si presentano con dei bordi lisci; l'infiorescenza ha una forma più ovoidale con fiori appena più grandi e una colorazione più chiara (verso il rosso).

### Ibridi
- Gymnigritella heufleri (Kerner) Camus – Ibrido con Gymnadenia odoratissima:  la parte basale del labello è leggermente trilobata (in Nigritella i tre lobi sono più profondamente incisi) ed ha un portamento più obliquo; lo sperone è più breve dei tepali; la lunghezza dell'infiorescenza è intermedia tra le due specie (non è cilindrica come in Gymnadenia, ma neppure conica come in Nigritella); il colore è più chiaro (rosa deciso) rispetto al bruno-purpureo della Nigritella.

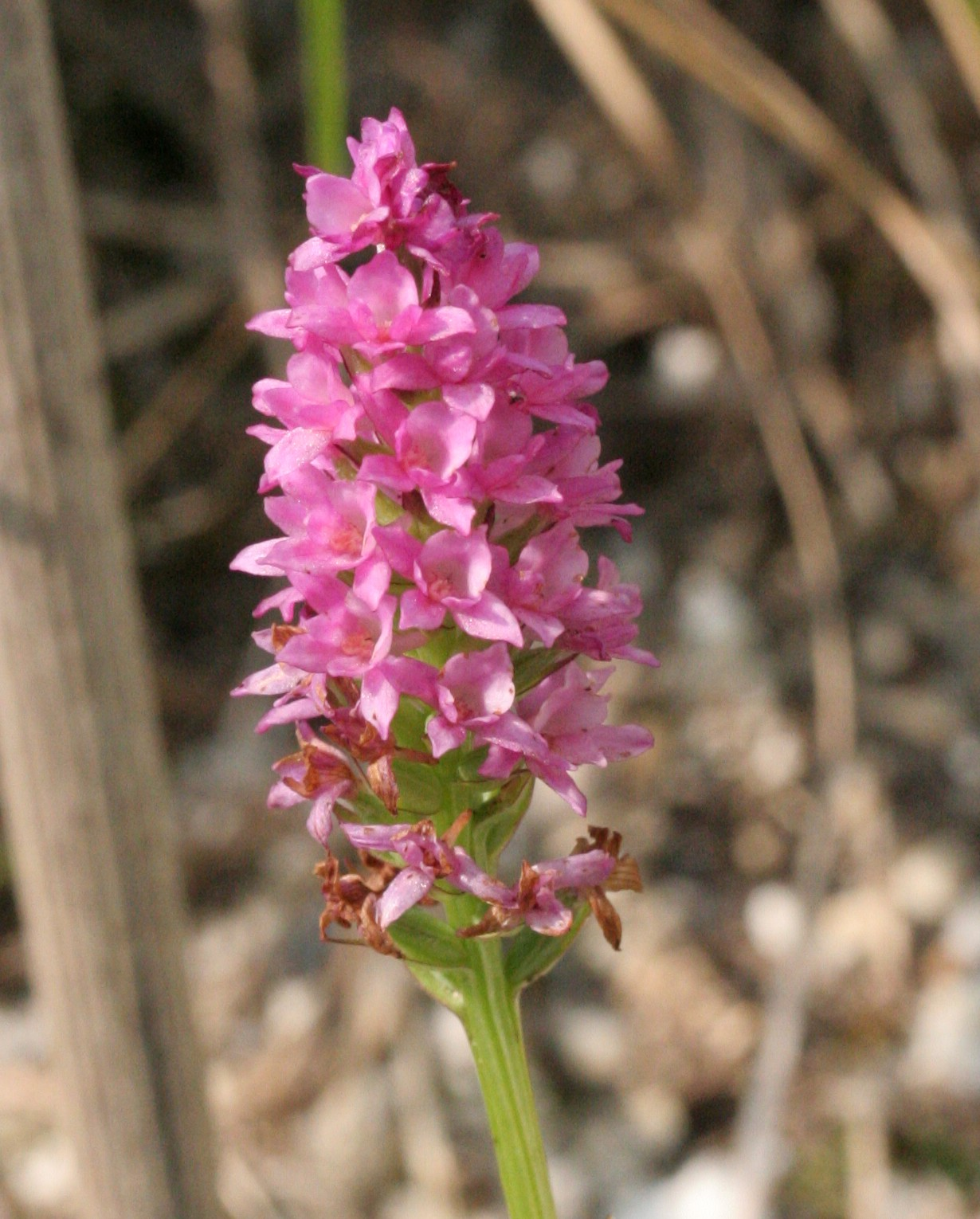
xGymnigritella heufleri Giardino Botanico Alpino "Giangio Lorenzoni", Pian Cansiglio, Tambre d'Alpago (BL), 1000 m s.l.m. - 04/07/2008
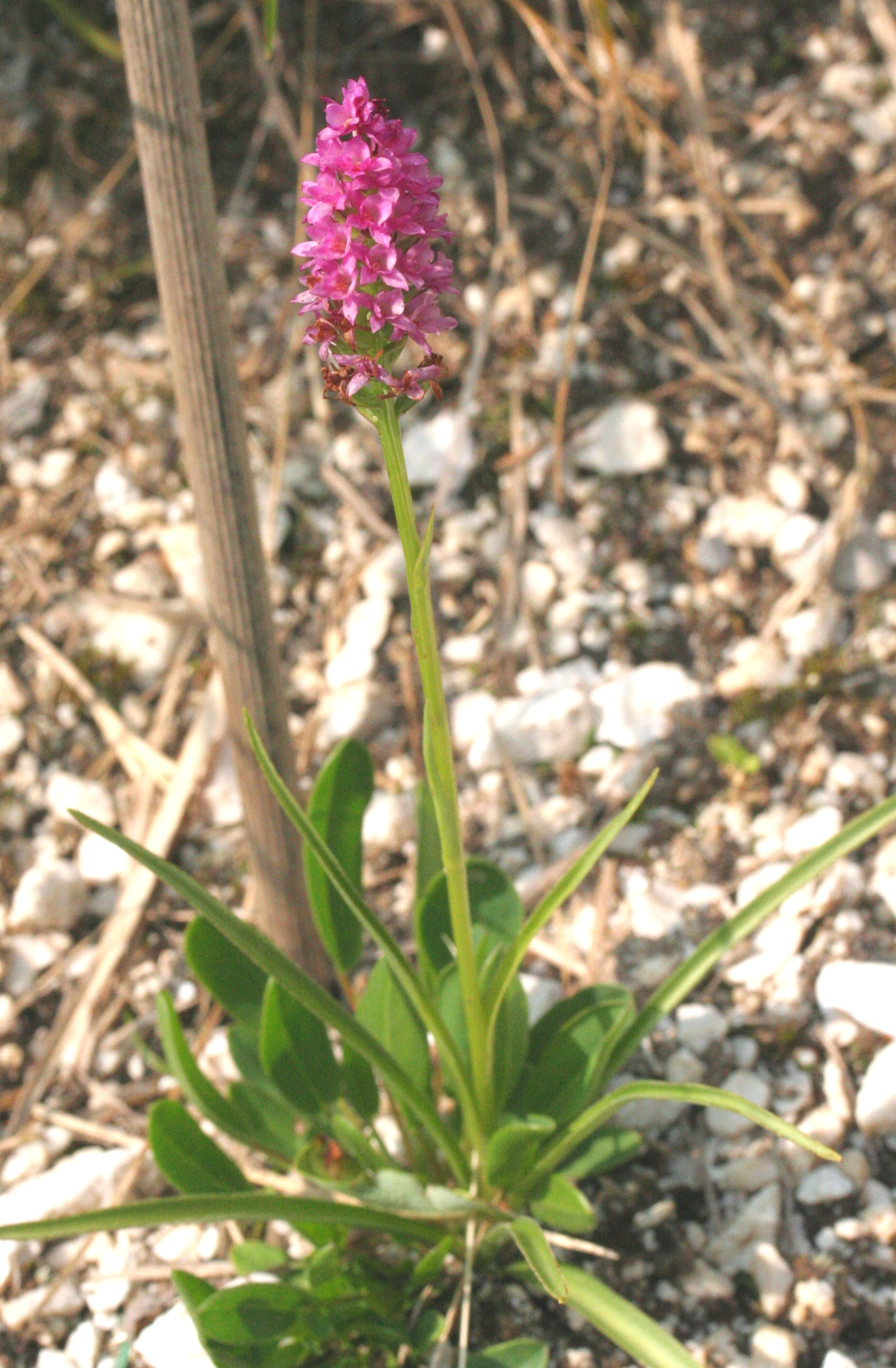
xGymnigritella heufleri Giardino Botanico Alpino "Giangio Lorenzoni", Pian Cansiglio, Tambre d'Alpago (BL), 1000 m s.l.m. - 04/07/2008

### Sinonimi
Gymnadenia nigra ha avuto nel tempo diverse nomenclature. L'elenco che segue indica alcuni tra i sinonimi più frequenti:
- Satyrium nigrum L. (1753) (basionimo)
- Nigritella nigra (L.) Rchb.f. (1908)
- Habenaria nigra (L.) R.Br. in W.T.Aiton (1813)
- Nigritella angustifolia L.C.M. Richard (1818)
- Orchis nigra (L.) Scop. (1772)
- Sieberia nigra (L.) Spreng. (1817)

### Specie simili
Tutte le specie del genere Gymnadenia sono molto simili tra di loro e facilmente si ibridano creando individui intermedi di difficile separazione. Sul territorio italiano si sono individuate due specie principali (più varie sottospecie e varietà) oltre a quella di questa voce. Qui descriviamo brevemente i caratteri distintivi delle due specie:
- Gymnadenia rubra Wettst. – Nigritella rossa: si distingue subito per l'infiorescenza decisamente rosso-chiara e a forma più ovoidale-cilindrica; anche il labello è lievemente diverso: più allargato e con i margini basali rialzati quasi congiunti (si presenta quindi con delle fauci tubuliformi).
- Gymnadenia corneliana (Beauverd) Teppner & E.Klein – Nigritella di Cornelia Rudio: l'infiorescenza è più simile alla Gymnadenia rubra ma con una colorazione ancora più chiara (quasi rosato-biancastra); la base del fusto è inoltre ricca di foglie (fino a 18 contro le 6 – 10 della Gymnadenia nigra).

## Usi

### Giardinaggio
L'unico interesse per questa orchidea è nel giardinaggio rustico o alpino. Ha bisogno di una terra tipo castagno mista a sabbia, in una posizione soleggiata ma fresca al riparo della pioggia battente.

## Conservazione
Come tutte le orchidee è una specie protetta e quindi ne è vietata la raccolta e il commercio ai sensi della Convenzione sul commercio internazionale delle specie minacciate di estinzione (CITES).